# Parque Tingüi

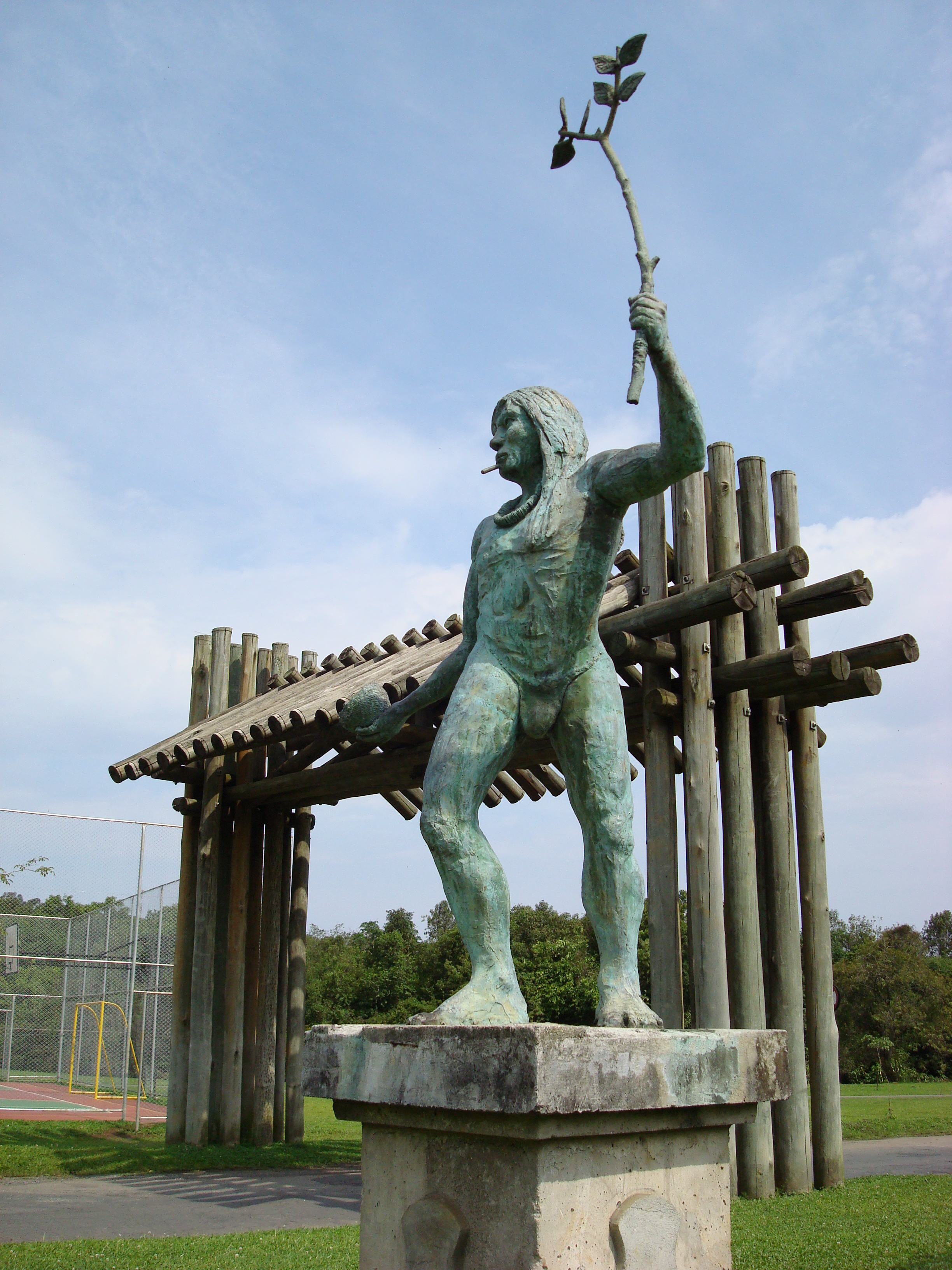
Estatua del Cacique Tindiqüera junto al portal de entrada al parque.

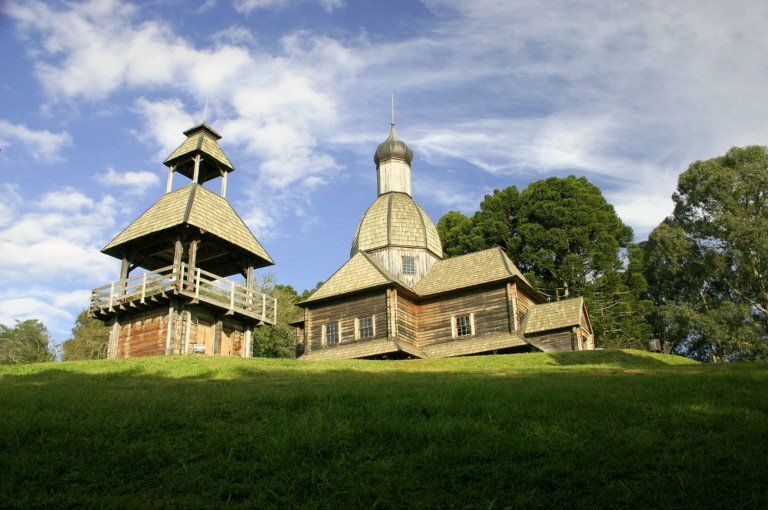
Parte del Memorial Ucraniano, dentro del parque.

El Parque Tingüi es uno de los principales parques de Curitiba, capital del estado brasileño de Paraná. Está localizado en la región norte de la ciudad, en el barrio São João. Parte de su terreno se encuentra a orillas del río Barigüi, formando parte de un proyecto más amplio que prevé la implantación de parques por todo el río.
Su nombre homenajea a los tingüis, un pueblo indígena que habitó la región en la se encuentra Curitiba.

## Atracciones
En la entrada del parque hay un portal para el ingreso de automóviles y una estatua de bronce del Cacique Tindiqüera, líder de la tribu tingüi. En su interior se encuentra el Memorial Ucraniano, construido en 1995 para conmemorar el centenario de la inmigración ucraniana en Brasil. 
En el año 2000, fue inaugurada la Praça Brasil 500 Anos, en conmemoración de los quinientos años del Descubrimiento de Brasil. 
En el parque hay una ciclovía, una pista aeróbica que corre paralela al río, canchas deportivas y parrillas.